# Beatriz Ponce de León (m. 1330)
Beatriz Ponce de León (m. diciembre de 1330). Dama castellana. Fue hija de Fernán Pérez Ponce de León, señor de la Puebla de Asturias, Cangas y Tineo, y de Urraca Gutiérrez de Meneses.
Fue bisnieta del rey Alfonso IX de León.

## Orígenes familiares
Fue hija de Fernán Pérez Ponce de León y de Urraca Gutiérrez de Meneses. Por parte paterna fueron sus abuelos Pedro Ponce de Cabrera y Aldonza Alfonso de León, hija ilegítima del rey Alfonso IX de León, y por parte materna era nieta de Gutierre Suárez de Meneses, ricohombre de Castilla, y de Elvira de Sousa.
Fue hermana, entre otros, de Pedro Ponce de León, adelantado mayor de la frontera de Andalucía y mayordomo mayor del rey Fernando IV de Castilla, de Fernando Ponce de León, señor de Marchena, y de Juana Ponce de León, que fue la madre de Leonor de Guzmán, amante de Alfonso XI de Castilla y madre de Enrique II.

## Biografía
Se desconoce su fecha de nacimiento. Su padre fue señor de la Puebla de Asturias, Cangas y Tineo, desempeñó los cargos de adelantado mayor de la frontera de Andalucía y de mayordomo mayor del rey Alfonso X de Castilla, y fue además el ayo del infante Fernando, hijo y sucesor de Sancho IV de Castilla.

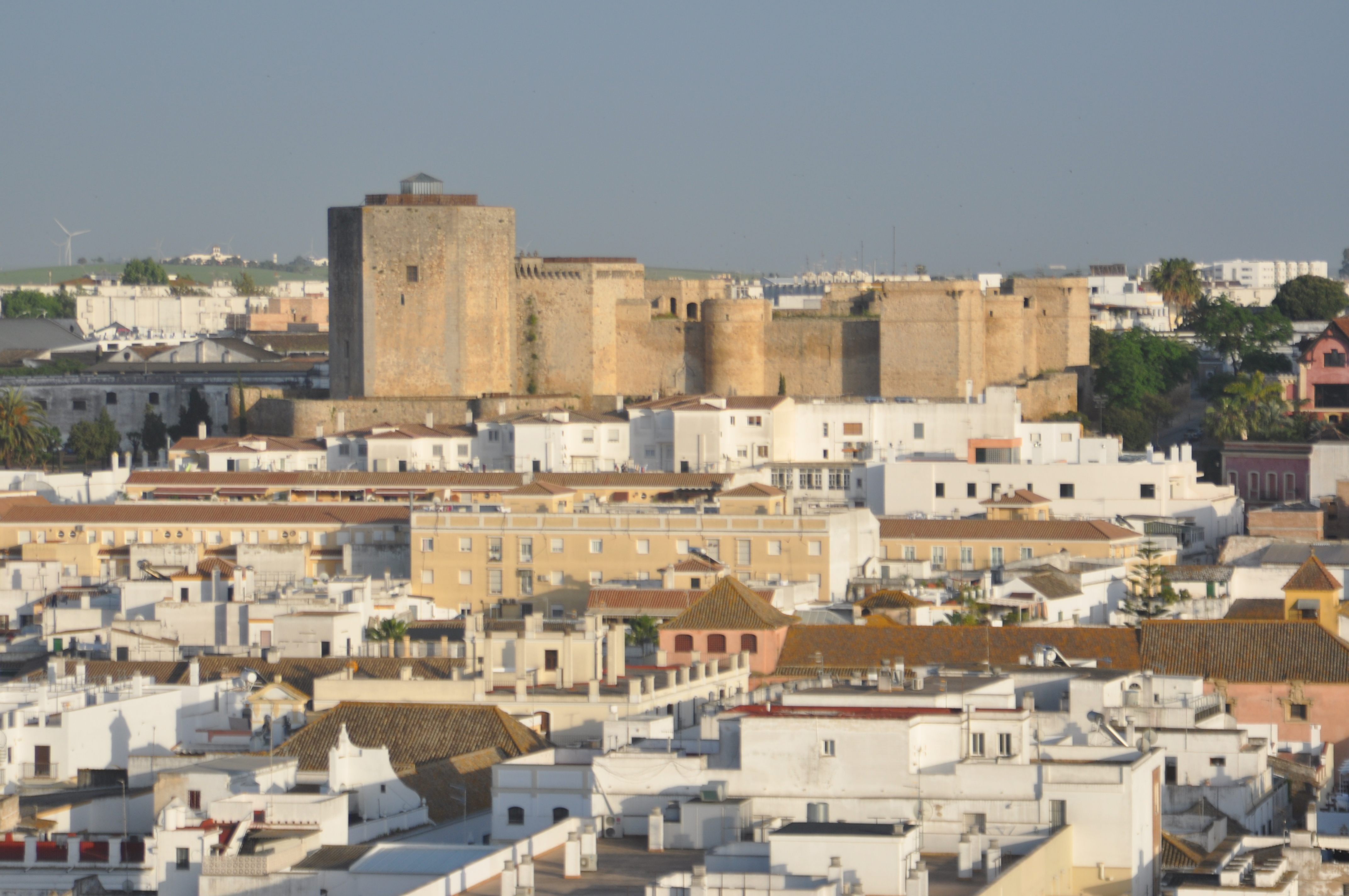
Vista de Sanlúcar de Barrameda y de su castillo.

En 1303 Beatriz Ponce de León contrajo matrimonio con Juan Alonso Pérez de Guzmán, hijo de Guzmán el Bueno y de María Alfonso Coronel y, posteriormente, II señor de Sanlúcar de Barrameda. Para reforzar aún más los vínculos entre ambas familias, en 1303 también contrajeron matrimonio Fernando Ponce de León, hermano de Beatriz Ponce, e Isabel de Guzmán, hija mayor de Guzmán el Bueno, quedando unidas mediante esos matrimonios una rama de la familia Ponce de León, que en esos momentos, como señala el historiador Miguel Ángel Ladero Quesada, era la segunda en importancia del reino de Sevilla, y otra de la familia Guzmán, que se habían afincado en Andalucía tras la Reconquista y donde llegarían a ser, con el paso del tiempo, las dos casas nobiliarias más poderosas, como señaló Salvador de Moxó.
Beatriz Ponce de León falleció en diciembre de 1330, y el historiador Pedro Barrantes Maldonado señaló en sus Ilustraciones de la Casa de Niebla que, por ser la difunta esposa del segundo señor de Sanlúcar de Barrameda y hermana del primer señor de Marchena, «se doblaron los lutos en la casa de Sanlúcar y en la de Marchena y en toda Sevilla».

## Sepultura
Fue sepultada en el desaparecido monasterio de San Agustín de Sevilla, en el que supuestamente habría sido enterrado su hermano, Fernando Ponce de León, y con total seguridad el hijo de éste, Pedro Ponce de León el Viejo, que falleció en 1352.
El historiador Miguel Ángel Ladero Quesada señaló que posiblemente Beatriz Ponce de León fue sepultada en dicho monasterio y no en el de San Isidoro del Campo, junto a su esposo, por no haber dejado «descendencia duradera».

## Matrimonio y descendencia
Fruto de su matrimonio con Juan Alonso Pérez de Guzmán, II señor de Sanlúcar de Barrameda, nacieron dos hijos:
- Alonso Pérez de Guzmán (m. 1321).[11] Falleció a los nueve años de edad, a causa de haber recibido la cornada de un ciervo mientras jugaba con él,[15] y fue sepultado en el monasterio de San Isidoro del Campo.[16]
- María Pérez de Guzmán (m. 1334). Murió sin haber contraído matrimonio y sin dejar descendencia.[15]